# رودریگیس نتو
رودریگیس نتو (پرتغالی: Rodrigues Neto; ۶ دسامبر ۱۹۴۹ – ۲۹ آوریل ۲۰۱۹) بازیکن و مربی فوتبال اهل برزیل بود.
از باشگاه‌هایی که در آن بازی کرده‌است می‌توان به باشگاه ایسترن اسپورتز، باشگاه ورزشی اینترناسیونال، باشگاه چین جنوبی، باشگاه فوتبال فلومیننزه، باشگاه فوتبال فلامینگو، باشگاه فوتبال بوتافوگو، باشگاه فوتبال بوکا جونیورز، و باشگاه ورزشی فرو کاریل اوئسته اشاره کرد.
وی همچنین در تیم ملی فوتبال برزیل بازی کرده‌است.